# District de Zurzach
Le district de Zurzach est un district du canton d'Argovie en Suisse.
Le district compte 15 communes pour une superficie de 129,99 km2 et une population de 36 325 habitants (en 2022).

## Communes
| Nom            | N° OFS | Population (décembre 2022) |
| -------------- | ------ | -------------------------- |
| Böttstein      | 4303   | +004 143,                  |
| Döttingen      | 4304   | +004 375,                  |
| Endingen       | 4305   | +002 610,                  |
| Fisibach       | 4306   | +000582,                   |
| Full-Reuenthal | 4307   | +000958,                   |
| Klingnau       | 4309   | +003 603,                  |
| Koblenz        | 4310   | +001 673,                  |
| Leibstadt      | 4311   | +001 507,                  |
| Lengnau        | 4312   | +002 866,                  |
| Leuggern       | 4313   | +002 345,                  |
| Mellikon       | 4314   | +000231,                   |
| Schneisingen   | 4318   | +001 526,                  |
| Siglistorf     | 4319   | +000713,                   |
| Tegerfelden    | 4320   | +001 282,                  |
| Zurzach        | 4324   | 8 476                      |
| Total          | Total  | +036 325,                  |